# Det som engang var
Det som engang var (norveški: Što je jednom bilo) drugi je studijski album norveškog black metal solo projekta Burzum. Album je sniman u rujnu 1992. godine, a objavljen tek u 10. kolovoza 1993. godine. Album je objavila Vikernesova vlasitita diskografska kuća Cymophane Productions.

## Pozadina
Varg Vikernes snimio je prva četiri albuma za Burzum između siječnja 1992. i ožujka 1993. godine, u Grieghallenu u Bergenu. Ipak, albumi su objavljeni u razmaku od nekoliko mjeseci ili godina od snimanja.
Album se prvobitno trebao zvati På svarte troner (norveški: "Na crnim prijestoljima") ali je preimenovan prije objave. Pjesma "Det som en gang var" (s drugačijim pisanjem) pojavila se na sljedećem albumu Burzuma, Hvis lyset tar oss.
Omot albuma inspiriran je modulom iz prvog izdanja igre uloga Dungeons & Dragons - The Temple of Elemental Evil. Na dnu ilustracije stoji odraz "žetalaca" i drva, koje se također nalazi na omotu prvog albuma Burzuma. Ilustraciju je nacrtala Jannicke Wiese-Hansen, koja je također nacrtala i ilustraciju na prvom albumu Burzuma.

## Objava
Det som engang var objavljen je na CD-u u kolovozu 1993. godine, a objavila ga je Vikernesova vlastita diskografska kuća Cymophane Productions, koju je započeo kako bi mogao prekinuti ugovor s Deathlike Silence Productions, kojoj je vlasnik bio gitarist grupe Mayhem, Euronymous. Objavljen je u samo 950 kopija. Iako su bili prijatelji u vrijeme objave albuma, prijateljstvo je preraslo u suparništvo te je Vikernes u 10. kolovoza 1993. godine nasmrt izbo Euronymousa izvan njegova apartmana u Oslu. Uhićen je dan kasnije te je u svibnju 1994. godine osuđen na 21 godinu zatvora za ubojstvo i paleže crkvava.
Det som engang var ponovno je objavljen 1994. godine, a objavila ga je diskografska kuća Misanthropy Records, u dva formata: CD i na ploči. Uz objavu na ploči, dodatak je bio poster s ilustracijom na omotu albuma.
Nakon što je Vikernes pušten iz zatvora 2009. godine, ponovno je snimio dvije pjesme s albuma—"Key to the Gate" i "Snu mikrokosmos tegn" koje je objavio na albumu From the Depths of Darkness.

## Popis pjesama
Tekstovi i glazba: Varg Vikernes. 
| 1.    | »Den onde kysten« ("Zla obala")                       | 2:20 |
| 2.    | »Key to the Gate«                                     | 5:10 |
| 3.    | »En ring til aa herske« ("Jedan prsten za vladavinu") | 7:09 |
| 4.    | »Lost Wisdom«                                         | 4:38 |
| 5.    | »Han som reiste« ("On koji je putovao")               | 4:50 |
| 6.    | »Naar himmelen klarner« ("Kad se nebo rasčisti")      | 3:50 |
| 7.    | »Snu mikrokosmos tegn« ("Okreni znak mikrokosmosa")   | 9:36 |
| 8.    | »Svarte troner« ("Crna prijestolja")                  | 2:16 |
| 39:49 |                                                       |      |

## Zasluge
Burzum
- Varg Vikernes – gitara, bas-gitara, bubnjevi, vokali, sintisajzer, zvučni efekti, produciranje

Dodatni glazbenici
- Euronymous – gong (na pjesmi 1)[4]

Ostalo osoblje
- Pytten – produciranje, inženjer zvuka
- Jannicke Wiese-Hansen – omot albuma